# Affoldern
Das Dorf Affoldern ist ein Ortsteil der Gemeinde Edertal im nordhessischen Landkreis Waldeck-Frankenberg und liegt im Naturpark Kellerwald-Edersee im Tal der Eder unterhalb des Edersees.

## Geographie
Affoldern liegt etwa 4 Kilometer südlich der Stadt Waldeck und 6 Kilometer nördlich von Bad Wildungen, auf einer Höhe von 196 Meter über NN. Die höchste Erhebung in der Gemarkung ist mit 439 Metern der südlich gelegene Rabenstein; er bildet die Südflanke der Rabensteinpforte, in der die Eder aus dem Edersee-Trog in die Wegaer Ederaue (Naturraum 341.51) durchbricht. Nur etwa 2,5 Kilometer nördlich der Ortschaft steht die Staumauer des Edersees. Affoldern liegt direkt am unteren Ausgleichsbecken, dem sogenannten Affolderner See, der Teil des Nationalparks Kellerwald-Edersee ist.

## Geschichte

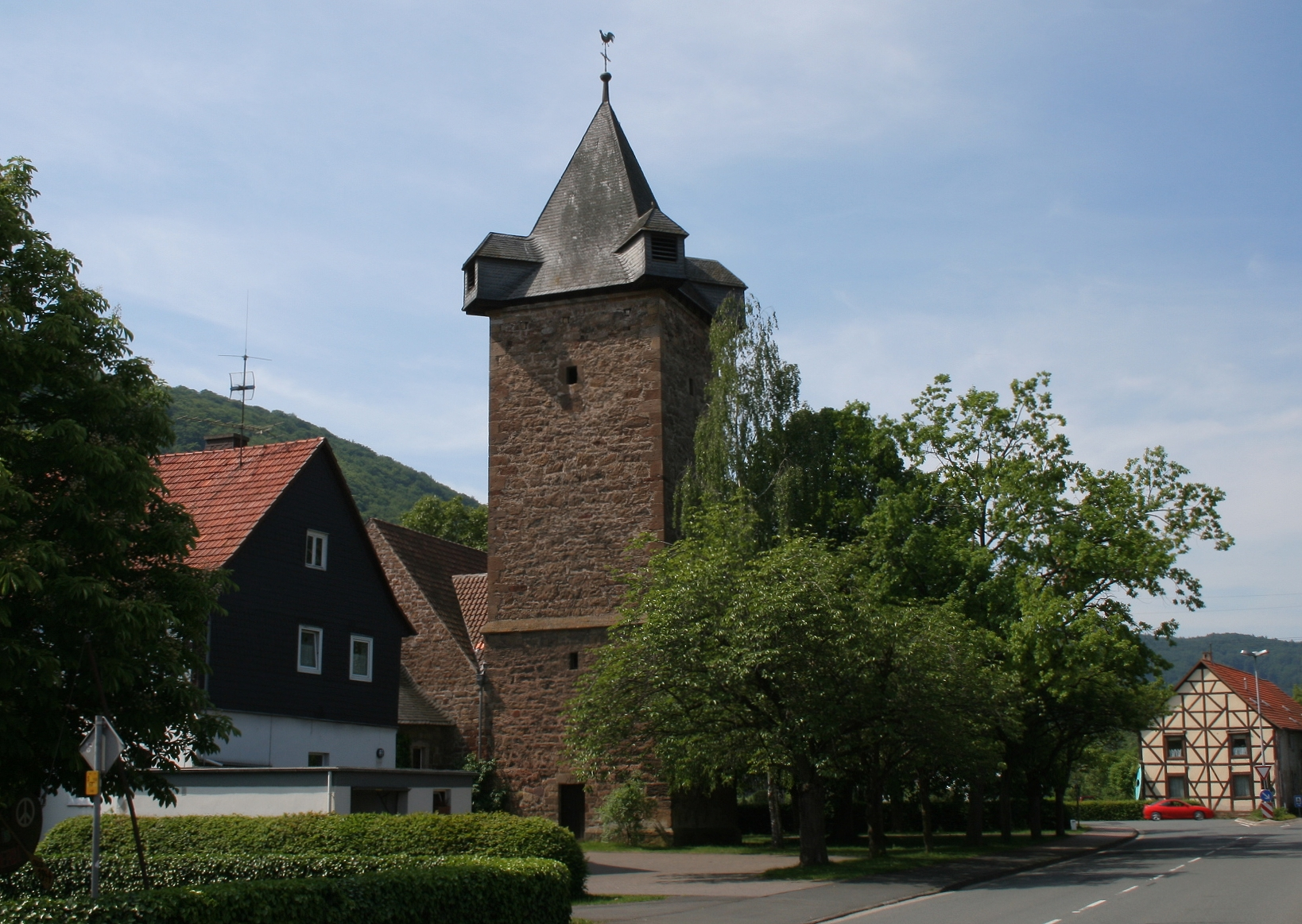
Evangelische Kirche

### Ortsgeschichte
Der Name Affoldern kommt aus dem Althochdeutschen und leitet sich von den zur Gründungszeit der Siedlung dort vorhandenen Apfelbäumen (ahd. affoltra) her. Unter dem Namen affeltra wird Affoldern um 850 n. Chr. erstmals, soweit bekannt, urkundlich erwähnt, als ein gewisser Gozmar seine Güter und Hörigen in Affoldern und in den sechs Dörfern Gleichen (gilihha), Buhlen (buohloha), Viermünden (fiormenni), Schreufa (scroufi), Haine (hagini) und Mehlen (mehilina) dem Kloster Fulda als Schenkung überließ. Im Rahmen eines Tauschgeschäfts gelangte der Besitz des Klosters Fulda in Affoldern dann um 900 an Graf Konrad den Älteren († 906).
Der Turm der evangelischen Dorfkirche, ein Wehrturm, stammt aus dem 13. Jahrhundert. Nach Kriegszerstörung erfolgte ein Neubau des Kirchenschiffs in den Jahren 1950/51; zwei Altarflügel vom Ende des 15. Jahrhunderts befinden sich heute im Museum in Bad Wildungen. Bis zum Jahre 1848 gab es in Affoldern eine Goldwäscherei an der Eder.

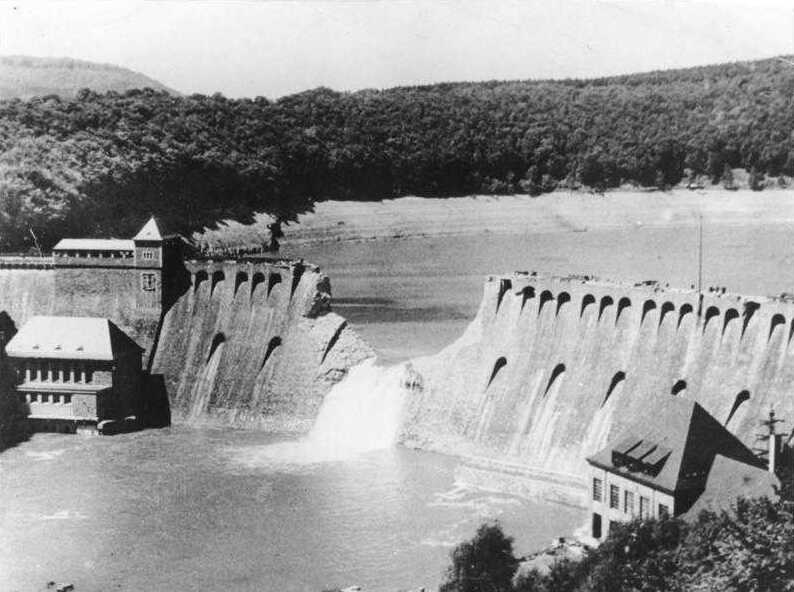
Edertalsperre 1943

In der Nacht zum 17. Mai 1943 zerbrach die Staumauer der Edertalsperre nach einem britischen Angriff mit Rollbomben, und die Wassermassen des Edersees ergossen sich durch das enge Tal der Eder. Weit über die Hälfte aller Häuser von Affoldern wurde dabei zerstört. 14 Männer, Frauen und Kinder fanden den Tod. Noch Tage später stand das Wasser meterhoch in den Straßen. Zum 50. Jahrestag im Jahr 1993 wurde dieser Katastrophe durch eine eindrucksvolle Ausstellung gedacht. Um 1.45 Uhr läutete die Marienglocke aus dem Jahr 1411 zum Gedenken des Unglückes. Am Dorfgemeinschaftshaus erinnert das Mahnmal des Schweizer Bildhauers Arnold d'Altri an die in den Fluten umgekommenen Opfer.

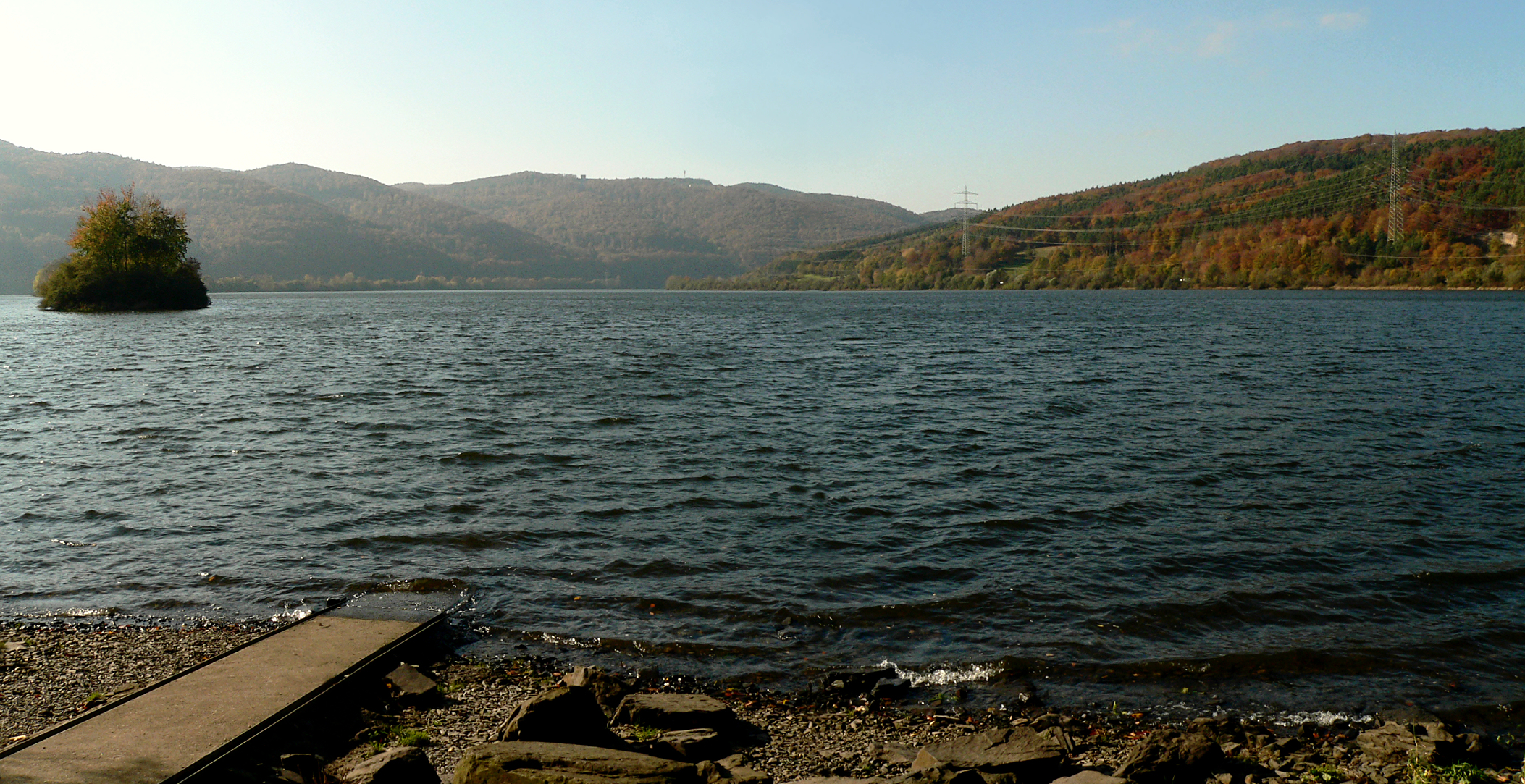
Affolderner See

Das 1973 erweiterte Ausgleichsbecken, der Affolderner See mit seiner artenreichen Flora und Fauna, ist ein beliebtes Ausflugsziel für Angler und bietet Angelmöglichkeiten auf Bach- und Regenbogenforellen. Die größte gefangene Regenbogenforelle im Jahr 2000 wog 11 Pfund und war 70 cm lang. Das Vogelschutzgebiet im südlichen Teil des Affolderner Sees beherbergt zahlreiche Sing- und Wasservögel.
Im Jahr 2000 feierte das Dorf sein 1150-jähriges Jubiläum.
Hessische Gebietsreform (1970–1977)
Die bis dahin selbständige Gemeinde Affoldern fusionierte zum 31. Dezember 1971 im Zuge der Gebietsreform in Hessen mit anderen Gemeinden des Edertales freiwillig zur Großgemeinde Edertal.
Für Affoldern, wie für alle ehemaligen Gemeinden von Edertal, wurden Ortsbezirke mit Ortsbeirat und Ortsvorsteher nach der Hessischen Gemeindeordnung gebildet.

### Verwaltungsgeschichte im Überblick
Die folgende Liste zeigt die Staaten und Verwaltungseinheiten, in denen Affoldern lag:
- vor 1712: Heiliges Römisches Reich, Grafschaft Waldeck, Amt Waldeck
- ab 1712: Heiliges Römisches Reich, Fürstentum Waldeck, Amt Waldeck
- ab 1807: Fürstentum Waldeck, Amt Waldeck
- ab 1815: Fürstentum Waldeck, Oberamt der Eder
- ab 1816: Fürstentum Waldeck, Oberjustizamt der Werbe
- ab 1850: Fürstentum Waldeck-Pyrmont (seit 1849), Kreis der Eder[Anm. 1]
- ab 1867: Fürstentum Waldeck-Pyrmont (Akzessionsvertrag mit Preußen), Kreis der Eder
- ab 1871: Deutsches Reich, Fürstentum Waldeck-Pyrmont, Kreis der Eder
- ab 1919: Deutsches Reich, Freistaat Waldeck-Pyrmont, Kreis der Eder
- ab 1929: Deutsches Reich, Freistaat Preußen, Provinz Hessen-Nassau, Regierungsbezirk Kassel, Kreis der Eder
- ab 1942: Deutsches Reich, Freistaat Preußen, Provinz Hessen-Nassau, Regierungsbezirk Kassel, Landkreis Waldeck
- ab 1944: Deutsches Reich, Freistaat Preußen, Provinz Kurhessen, Regierungsbezirk Kassel, Landkreis Waldeck
- ab 1945: Deutsches Reich, Amerikanische Besatzungszone, Groß-Hessen, Regierungsbezirk Kassel, Landkreis Waldeck
- ab 1946: Deutsches Reich, Amerikanische Besatzungszone, Hessen, Regierungsbezirk Kassel, Landkreis Waldeck
- ab 1949: Bundesrepublik Deutschland, Hessen, Regierungsbezirk Kassel, Landkreis Waldeck
- ab 1972: Bundesrepublik Deutschland, Hessen, Regierungsbezirk Kassel, Landkreis Waldeck, Gemeinde Edertal
- ab 1974: Bundesrepublik Deutschland, Hessen, Regierungsbezirk Kassel, Landkreis Waldeck-Frankenberg, Gemeinde Edertal

### Bevölkerung
Einwohnerstruktur 2011
Nach den Erhebungen des Zensus 2011 lebten am Stichtag dem 9. Mai 2011 in Affoldern 525 Einwohner. Darunter waren 9 (1,7 %) Ausländer.
Nach dem Lebensalter waren 84 Einwohner unter 18 Jahren, 225 zwischen 18 und 49, 105 zwischen 50 und 64 und 111 Einwohner waren älter.
Die Einwohner lebten in 225 Haushalten. Davon waren 60 Singlehaushalte, 69 Paare ohne Kinder und 69 Paare mit Kindern, sowie 24 Alleinerziehende und 6 Wohngemeinschaften. In 51 Haushalten lebten ausschließlich Senioren und in 141 Haushaltungen leben keine Senioren.
Einwohnerentwicklung
 Quelle: Historisches Ortslexikon
- 1541: 17 Häuser
- 1620: 22 Häuser
- 1650: 13 Häuser
- 1738: 24 Häuser
- 1770: 29 Häuser, 194 Einwohner

| Affoldern: Einwohnerzahlen von 1770 bis 2020 | Affoldern: Einwohnerzahlen von 1770 bis 2020 | Affoldern: Einwohnerzahlen von 1770 bis 2020 | Affoldern: Einwohnerzahlen von 1770 bis 2020 | Affoldern: Einwohnerzahlen von 1770 bis 2020 |
| --- | -------------------------------------------- | -------------------------------------------- | -------------------------------------------- | -------------------------------------------- |
| Jahr |                                              |                                              |                                              | Einwohner                                    |
| 1770 | 1770                                         |                                              | 194                                          | 194                                          |
| 1800 | 1800                                         |                                              | ?                                            | ?                                            |
| 1834 | 1834                                         |                                              | 256                                          | 256                                          |
| 1840 | 1840                                         |                                              | 256                                          | 256                                          |
| 1846 | 1846                                         |                                              | 239                                          | 239                                          |
| 1852 | 1852                                         |                                              | 272                                          | 272                                          |
| 1858 | 1858                                         |                                              | 282                                          | 282                                          |
| 1864 | 1864                                         |                                              | 321                                          | 321                                          |
| 1871 | 1871                                         |                                              | 304                                          | 304                                          |
| 1875 | 1875                                         |                                              | 365                                          | 365                                          |
| 1885 | 1885                                         |                                              | 273                                          | 273                                          |
| 1895 | 1895                                         |                                              | 242                                          | 242                                          |
| 1905 | 1905                                         |                                              | 235                                          | 235                                          |
| 1910 | 1910                                         |                                              | 325                                          | 325                                          |
| 1925 | 1925                                         |                                              | 295                                          | 295                                          |
| 1939 | 1939                                         |                                              | 291                                          | 291                                          |
| 1946 | 1946                                         |                                              | 409                                          | 409                                          |
| 1950 | 1950                                         |                                              | 442                                          | 442                                          |
| 1956 | 1956                                         |                                              | 454                                          | 454                                          |
| 1961 | 1961                                         |                                              | 469                                          | 469                                          |
| 1967 | 1967                                         |                                              | 470                                          | 470                                          |
| 1980 | 1980                                         |                                              | ?                                            | ?                                            |
| 1990 | 1990                                         |                                              | ?                                            | ?                                            |
| 2000 | 2000                                         |                                              | ?                                            | ?                                            |
| 2011 | 2011                                         |                                              | 525                                          | 525                                          |
| 2015 | 2015                                         |                                              | 486                                          | 486                                          |
| 2020 | 2020                                         |                                              | 429                                          | 429                                          |
| Datenquelle: Historisches Gemeindeverzeichnis für Hessen: Die Bevölkerung der Gemeinden 1834 bis 1967. Wiesbaden: Hessisches Statistisches Landesamt, 1968. Weitere Quellen: LAGIS; Gemeinde Edertal; Zensus 2011 |                                              |                                              |                                              |                                              |

Historische Religionszugehörigkeit
| • 1895: | 235 evangelische (= 97,11 %), sieben jüdische (= 2,89 %) Einwohner |
| • 1961: | 406 evangelische (= 86,57 %), 59 katholische (= 12,58 %) Einwohner |

## Kultur

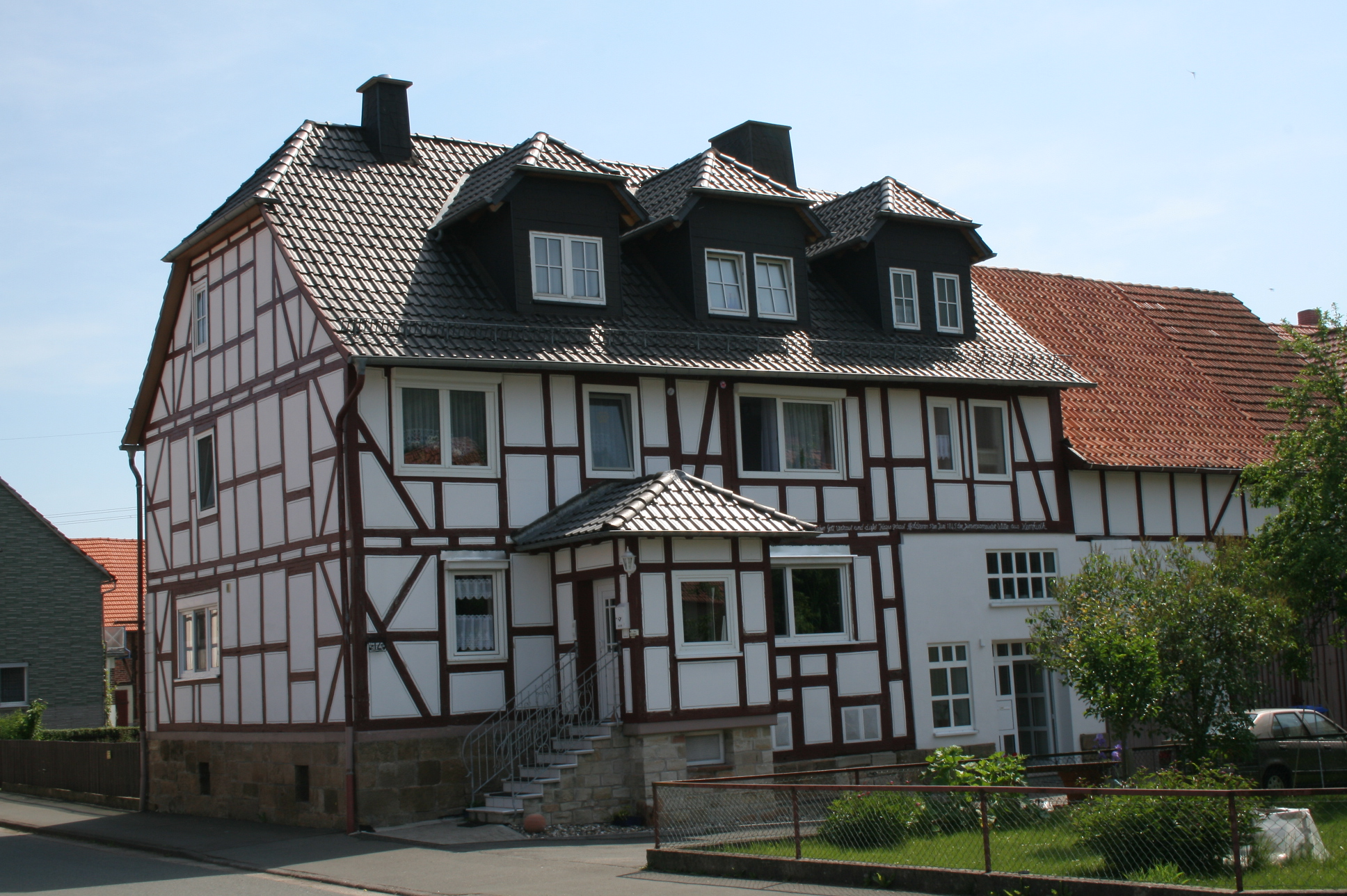
Fachwerkhaus (Baujahr 1845)

Im Gedicht Affoldersches Elysium beschreibt Johann Christoph Werner Egeln (von 1819 bis 1840 Pfarrer in Affoldern) seine Impressionen des Lebens in und um Affoldern.

## Wirtschaft und Infrastruktur

### Wirtschaftsstruktur
Das Forstamt Edertal hat seinen Sitz in Affoldern. Noch heute spielt die Landwirtschaft eine wenn auch immer geringere Rolle. Nicht zuletzt wegen der Nähe zum Edersee und dem bis an den Rand des Dorfes reichenden Nationalpark Kellerwald-Edersee gewinnt der Tourismus an Bedeutung. Im Ort gibt es zahlreiche Übernachtungsmöglichkeiten in Hotels und Gasthöfen; in unmittelbarer Nähe befinden sich auch zwei Campingplätze unterhalb des Stauwehres. Für sportliche Aktivitäten stehen Tennis- und Sportplatz zur Verfügung sowie der Ederauenweg, auf dem sich Wanderer, Radwanderer und Inlineskater bewegen.

### Verkehr
Östlich verläuft die Bundesstraße 485. Die nächsten Autobahnauffahrten befinden sich in Fritzlar an der Bundesautobahn 49 sowie gut 20 Kilometer Luftlinie nordöstlich in Zierenberg an der Bundesautobahn 44.
Der in der Nähe verlaufende Abschnitt von Wega nach Korbach der ehemaligen Bahnstrecke Wega–Brilon Wald wurde in den 1980er Jahren stillgelegt, so dass Affoldern heute im öffentlichen Personenverkehr nur noch mit dem Bus zu erreichen ist.